# Mãn Đô Hỗ
Mãn Đô Hỗ (giản thể: 满都护; phồn thể: 滿都護; 1674 – 1731) là một tông thất của nhà Thanh trong lịch sử Trung Quốc.

## Cuộc đời
Mãn Đô Hỗ được sinh ra vào giờ Sửu, ngày 26 tháng 9 (âm lịch) năm Khang Hi thứ 13 (1674), trong gia tộc Ái Tân Giác La. Ông là con trai thứ hai của Cung Thân vương Thường Ninh, mẹ ông là Thư Thư Giác La thị (舒舒覺羅氏). Năm Khang Hi thứ 27 (1688), ông được phong làm Tam đẳng Phụ quốc Tướng quân. Năm thứ 51 (1712), em trai của ông là Hải Thiện bị cách tước, ông được tập tước vị Cung Thân vương đời thứ 3, nhưng Lão Cung vương phủ không phải thừa kế võng thế, nên ông chỉ được phong làm Bối lặc. Chỉ một năm sau, sinh mẫu của ông qua đời, Khang Hi Đế phái quan viên đến tế lễ. Thư Thư Giác La thị vốn là thiếp nhưng vì con trai là Mãn Đô Hỗ đã được tập tước phong làm Bối lặc nên bà cũng được hạ táng theo nghi lễ Đích Phu nhân của Bối lặc. Tháng 2 năm 1719, ông thay quyền Lĩnh thị vệ Nội đại thần, đến tháng 6 cùng năm thì nhập chức Đô thống Mãn Châu Chính Bạch kỳ. Năm sau, ông lần lượt nhậm chức Nghị chính Đại thần và Tả Tông chính của Tông Nhân phủ vào tháng 4 và tháng 5.
Tháng 10 năm Ung Chính đầu tiên (1723), ông được giao nhiệm vụ quản lý sự vụ của cả 3 kỳ Chính Bạch kỳ (bao gồm cả Mãn Châu, Mông Cổ và Hán quân). Một năm sau, ông lần lượt đảm nhiệm Ngọc điệp quán Tổng tài – phụ trách biên soạn gia phả Ái Tân Giác La, tham gia hỗ trở tổng lý sự vụ, và Hữu Tông chính của Tông Nhân phủ. Năm 1726, ông bị Ung Chính hạ chiếu khiển trách vì gia nhập vào đảng phái của Dận Tự, Dận Đường và Dận Trinh, không lâu sau ông lại phụng mệnh đến Mã Lan Dục hộ tống Dận Trinh quay về giam cầm ở phụ cận Thọ Hoàng điện. Tháng 7, thuộc hạ của ông là Nặc Dân bị hoạch tội vì trong thời gian đảm nhiệm Tuần phủ Sơn Tây đã không nghiêm khắc điều tra về những tội ác mà thuộc hạ của Dận Đường làm ra. Ung Chính cho rằng điều này cho thấy rõ Mãn Đô Hỗ ủng hộ đảng phái của Dận Tự, theo đó đã giáng tước của ông xuống Bối tử. Không lâu sau, ông lại bị giáng tước làm Phụng ân Trấn quốc công, bị thu hồi tất cả tá lĩnh vốn sở hữu.
Năm Ung Chính thứ 9 (1731), ông qua đời vào giờ Thân ngày 8 tháng 5 (âm lịch), thọ 58 tuổi. Ông lúc sinh thời có bảy người con trai, nhưng tất cả đều chết yểu, Hải Thiện mặc dù có hai người con trai nhưng Ung Chính cho rằng đều không thể phát triển gia nghiệp. Vì vậy Ung Chính đã ra lệnh triệu tập tất cả con cháu của Cung Thân vương Thường Ninh đã trên 12 tuổi để chọn người thừa kế tước vị. Sau khi trải qua sự tham vấn của Tông Nhân phủ, Ung Chính chọn Phỉ Tô – cháu nội của Hải Thiện – thừa kế tước vị, đồng thời các tá lĩnh vốn do Cung vương phủ sở hữu cũng được giao lại cho Phỉ Tô.

## Gia quyến

### Thê thiếp
- Đích Phu nhân: Đổng Ngạc thị (棟鄂氏), con gái của Phó Đô thống La Mãn Sắc (羅滿色).
- Thứ thiếp:
  - Qua Nhĩ Giai thị (瓜爾佳氏), con gái của Triệu Đức (肇德).
  - Chung thị (鍾氏), con gái của Chung Phúc (鐘福).
  - Qua Nhĩ Giai thị (瓜爾佳氏), con gái của Phượng Sơn (鳳山).
  - Giang thị (江氏), con gái của Giang Đăng Tỉ (江登璽).
  - Chu thị (朱氏), con gái của Chu Bích (朱璧).
  - Lý thị (李氏), con gái của Thạch Bảo (石寶).

### Con trai
1. Minh Hải (明海; 1701 – 1703), mẹ là Đích Phu nhân Đổng Ngạc thị, chết yểu.
2. Minh Tuệ (明慧; 1703 – 1704), mẹ là Đích Phu nhân Đổng Ngạc thị, chết yểu.
3. Chiêm Châu Bảo (占珠寶; 1705 – 1705), mẹ là Đích Phu nhân Đổng Ngạc thị, chết non.
4. Đa Phúc Thụ (多福綬; 1715 – 1706), mẹ là Thứ thiếp Qua Nhĩ Giai thị (con gái của Phượng Sơn), chết yểu.
5. Linh Cát Bảo (靈吉保; 1719 – 1721), mẹ là Thứ thiếp Giang thị, chết yểu.
6. Thọ Tinh Bảo (壽星保; 1727 – 1728), mẹ là Thứ thiếp Chu thị, chết yểu.
7. Trùng Dương (重陽; 1729 – 1731), mẹ là Thứ thiếp Chu thị, chết yểu.